# Jus cogens
 Jus cogens hay ius cogens ( tiếng Latin nghĩa là quy phạm mệnh lệnh) là nguyên tắc cơ bản của luật pháp quốc tế được cộng đồng quốc tế chấp nhận như một chuẩn mực không được vi phạm.
Không có thỏa thuận phổ quát về chính xác định mức nào là hợp chất jus hay cách chuẩn mực đạt đến trạng thái đó, nhưng nó thường được chấp nhận rằng co giật bao gồm việc cấm diệt chủng, cướp biển, nói chung (bao gồm chế độ nô lệ cũng như buôn bán nô lệ, tra tấn, gửi trả và chiến tranh xâm lược và mở rộng lãnh thổ.
 Các nguồn học thuật gần đây cũng đã đề xuất ý tưởng về jus cogens khu vực.

## Tình trạng của các tiêu chuẩn mệnh lệnh theo luật quốc tế
Không giống như tập quán pháp quốc tế, đòi hỏi phải có sự thay đổi các nghĩa vụ giữa các quốc gia thông qua các điều ước, các quy định miễn trừ không thể bị vi phạm bởi bất kỳ quốc gia nào "thông qua các điều ước quốc tế hoặc hải quan địa phương hoặc đặc biệt hoặc thậm chí các quy tắc chung không được quy định lực lượng ".
Các thảo luận về sự cần thiết của các định mức như vậy có thể được truy tìm từ năm 1758 (Emmerich de Vattel, Droit des gens) và 1764 (Christian Wolff, Jus Gentium), rõ ràng là rễ từ các nguyên tắc của luật tự nhiên.
Nhưng đó là bản án của Tòa án Tư pháp Quốc tế thường trực cho thấy sự tồn tại của một tiêu bắt buộc thường như vậy. Trong trường hợp Wimbledon vào năm 1923, không đề cập đến các tiêu chuẩn bắt buộc một cách rõ ràng nhưng nêu rõ chủ quyền của nhà nước không phải là bất khả xâm phạm.
Theo Điều 53 của Công ước Viên về Luật các hiệp ước, bất kỳ hiệp ước nào mâu thuẫn với một tiêu chuẩn miễn trừ đều vô hiệu. 
 Hiệp ước cho phép sự xuất hiện của các định mức bắt buộc mới, nhưng không xác định bất kỳ định mức nào. Nó đề cập đến việc cấm sử dụng vũ lực và việc sử dụng cưỡng chế để kết thúc một thỏa thuận:

"Một hiệp ước sẽ không có hiệu lực nếu, tại thời điểm kết luận của nó, nó xung đột với một tiêu chuẩn bắt buộc của luật pháp quốc tế chung. Với mục đích của Công ước hiện nay, một tiêu chuẩn khinh thường của luật pháp quốc tế chung là một tiêu chuẩn được cộng đồng quốc tế chấp nhận và công nhận của các quốc gia nói chung như là một định mức mà từ đó không có sự xúc phạm nào được cho phép và chỉ có thể được sửa đổi bởi một tiêu chuẩn tiếp theo của luật quốc tế chung có cùng tính cách. "

Số lượng các tiêu chuẩn bắt buộc được coi là có giới hạn nhưng không được liệt kê riêng. Chúng không được liệt kê hoặc xác định bởi bất kỳ cơ quan có thẩm quyền nào, nhưng phát sinh từ pháp luật và thay đổi thái độ xã hội và chính trị. Nói chung bao gồm là cấm trên chiến tranh tích cực, tội ác chống lại nhân loại, tội phạm chiến tranh, vi phạm bản quyền hàng hải, diệt chủng, phân biệt chủng tộc, chế độ nô lệ, tra tấn. Ví dụ, các tòa án quốc tế đã tuyên bố rằng không thể chấp nhận một nhà nước để có được lãnh thổ thông qua chiến tranh.
Mặc dù dường như rõ ràng của việc lên án các thực hành như vậy, một số nhà phê bình không đồng ý với việc phân chia các định mức pháp lý quốc tế thành một hệ thống phân cấp. Ngoài ra còn có sự bất đồng về cách các tiêu chuẩn như thế được công nhận hoặc thành lập. Khái niệm tương đối mới về các tiêu chuẩn miễn trừ có vẻ là mâu thuẫn với bản chất tự nhiên theo luật truyền thống của luật pháp quốc tế được coi là cần thiết để tuyên bố chủ quyền.
Một số tiêu chuẩn bắt buộc quy định tội phạm hình sự được coi là có thể thi hành chống lại không chỉ các tiểu bang mà còn là cá nhân. Điều đó đã ngày càng được chấp nhận kể từ khi vụ xét xử Nuremberg (việc thực thi đầu tiên trong lịch sử thế giới của các tiêu chuẩn quốc tế khi cá nhân) và bây giờ có thể được coi là không gây tranh cãi. Tuy nhiên, ngôn ngữ của các chuẩn mực không được sử dụng liên quan đến các thử nghiệm này, chứ không phải cơ sở tội phạm và trừng phạt các tội ác của Đức Quốc xã, là nền văn minh không thể tha thứ cho họ bị bỏ qua vì nó không thể tồn tại được lặp lại.
Thường có những bất đồng về việc liệu một trường hợp cụ thể có vi phạm một tiêu chuẩn bắt buộc hay không. Như trong các lĩnh vực khác của pháp luật, các quốc gia nói chung bảo lưu quyền giải thích khái niệm cho chính họ.
Nhiều nhà nước lớn đã chấp nhận khái niệm này. Một số nhà nước trong số đó đã phê chuẩn Công ước Viên, trong khi những nhà nước khác đã tuyên bố trong tuyên bố chính thức của họ rằng họ chấp nhận Công ước Viên là "pháp điển". Một số đã áp dụng khái niệm này trong các giao dịch của họ với các tổ chức quốc tế và các quốc gia khác.